# 黃額絲雀
黃額絲雀（学名：Crithagra mozambica），俗稱石燕，視產地而定再細分為大金青、金青、吉打仔，為現今最普遍的觀賞鳥之一。

## 分類
黃額絲雀以前被歸入絲雀屬，但基於線粒體和核DNA序列的系統發生學分析發現該屬是並系群。 因此，該屬被拆分，包括黃額絲雀在內的一些物種被移至重建的Crithagra屬，該屬由斯韋恩森於1827年提出。

## 分布
這種鳥類是撒哈拉沙漠以南非洲的留鳥。其棲地為開闊的林地和耕地。牠們在樹上築巢，巢為緊湊的杯狀巢，每次產下三到四顆蛋。牠們已被引入夏威夷群島，分佈於夏威夷島西部、瓦胡島東南部和摩洛凱島。

## 描述
黃額絲雀是一種常見的群居食種子鳥，體長11–13厘米。成年雄鳥的背部為綠色，翅膀和尾巴為棕色。其腹部和臀部為黃色，頭部為黃色，帶有灰色的頭頂和後頸以及黑色的頰鬚紋。雌鳥與雄鳥相似，但頭部的圖案較弱，腹部顏色較黯淡。幼鳥比雌鳥顏色更灰，尤其是頭部。
其歌聲是一段 zee-zeree-chereeo 的哼唱。

## 亞種
- Crithagra mozambica mozambica：從肯亞沿海地區及馬菲亞島（坦桑尼亞）向南至辛巴威、莫桑比克、博茨瓦納東部和東南部，及南非東北部（包括西北省和林波波省到自由邦省）
- Crithagra mozambica punctigula：喀麥隆（北至Toukte、Grand Capitaine和Koum）
- Crithagra mozambica caniceps：從塞內加爾至喀麥隆（南至貝努埃平原）
- Crithagra mozambica tando：加蓬至安哥拉北部和剛果民主共和國西南部；引入聖多美和普林西比的聖多美島
- Crithagra mozambica vansoni：安哥拉東南端及鄰近的納米比亞至博茨瓦納北部，尚比亞西南部
- Crithagra mozambica barbata：乍得南部、中非共和國、蘇丹西部、南蘇丹西部和南部、剛果民主共和國東部、烏干達、肯亞西南部和坦桑尼亞中部
- Crithagra mozambica samaliyae：剛果民主共和國東南部至坦桑尼亞西南部及鄰近的尚比亞
- Crithagra mozambica grotei：蘇丹東南部（尼羅河以東）、南蘇丹東部及衣索比亞西部和西南部
- Crithagra mozambica gommaensis：厄立特里亞及衣索比亞西北部和中部

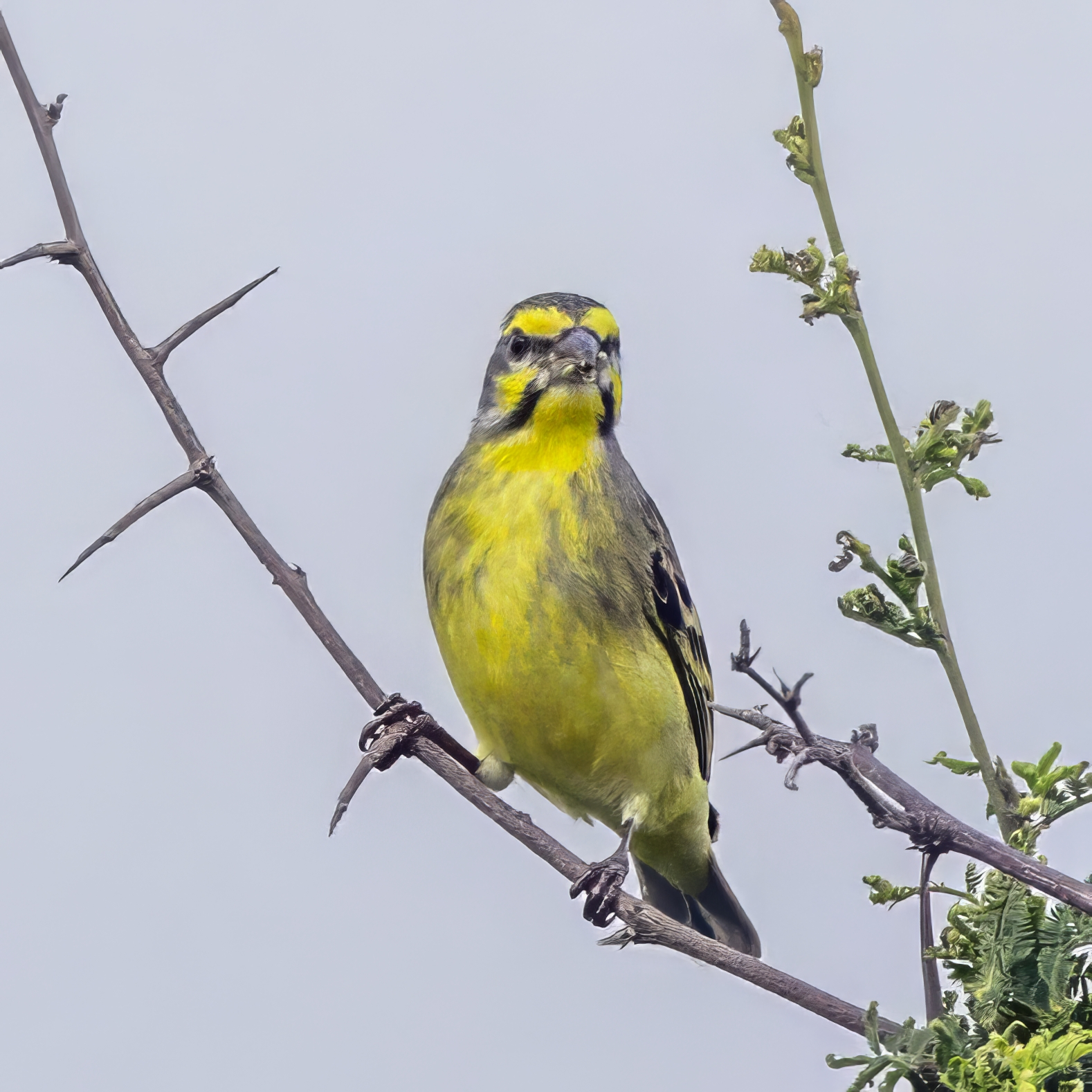
Crithagra mozambica granti：南非東部（普馬蘭加省及誇祖魯-納塔爾省南至東開普省）、史瓦帝尼東部及莫桑比克南部
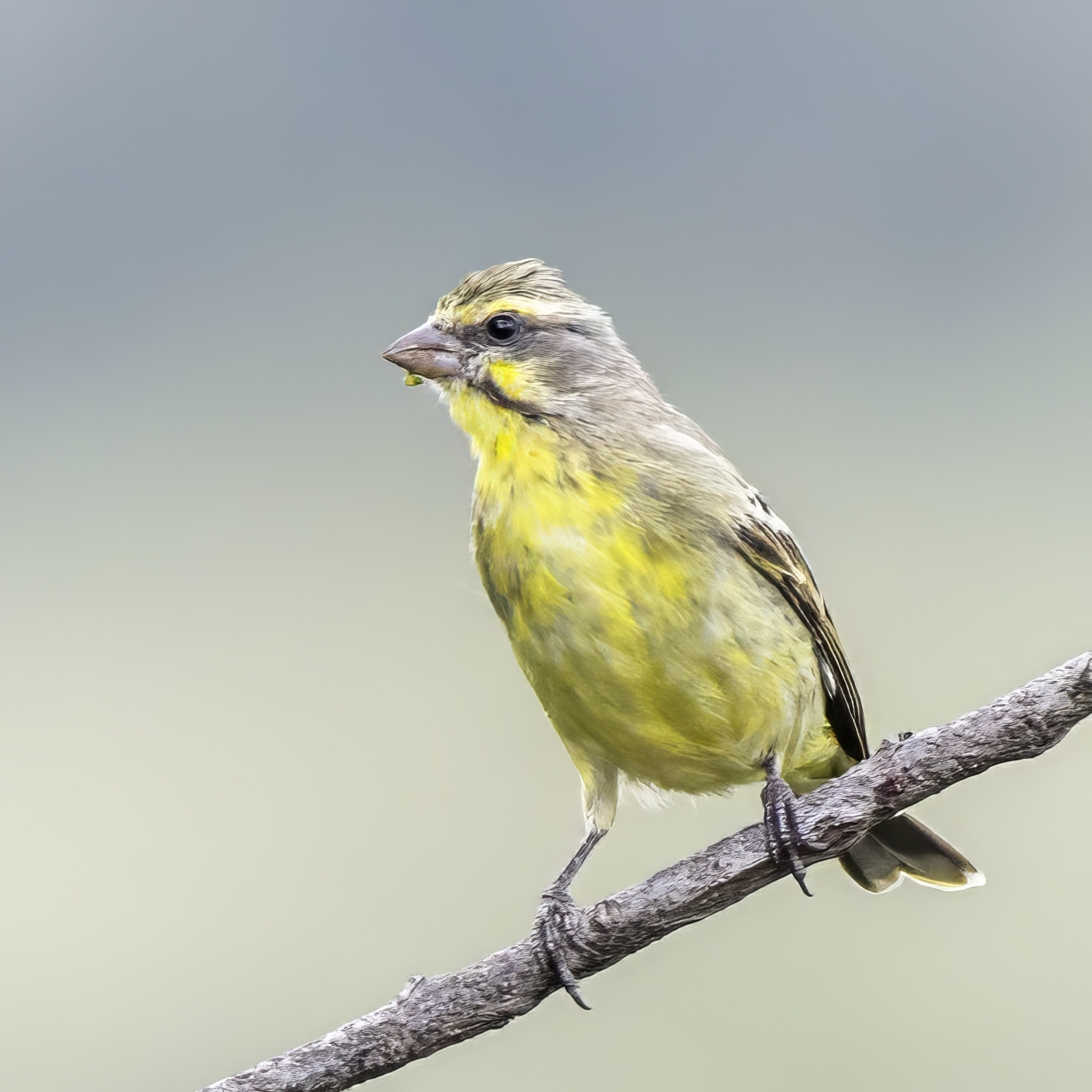
C. m. granti 雌鳥 南非

- C. m. granti 雄鳥
克魯格國家公園
- C. m. granti 雌鳥
南非

## 繁殖與保護
本物種未列入瀕危名單，但受到非法鳥類貿易的嚴重威脅。

### 黃額絲雀與鳥類貿易
黃額絲雀鳴聲清脆悅耳，色彩鮮艷，在中國是傳統的寵物鳥類，亦是中國非法鳥市中交易量最大的鳥類之一。黃額絲雀雖然成功人工繁殖，但始終進不上市場需求，因此鳥類貿易中，特別是歐美地區，大部分的黃額絲雀均直接從野外捕捉，這種非法鳥類貿易對野生鳥類種群造成極大的威脅。

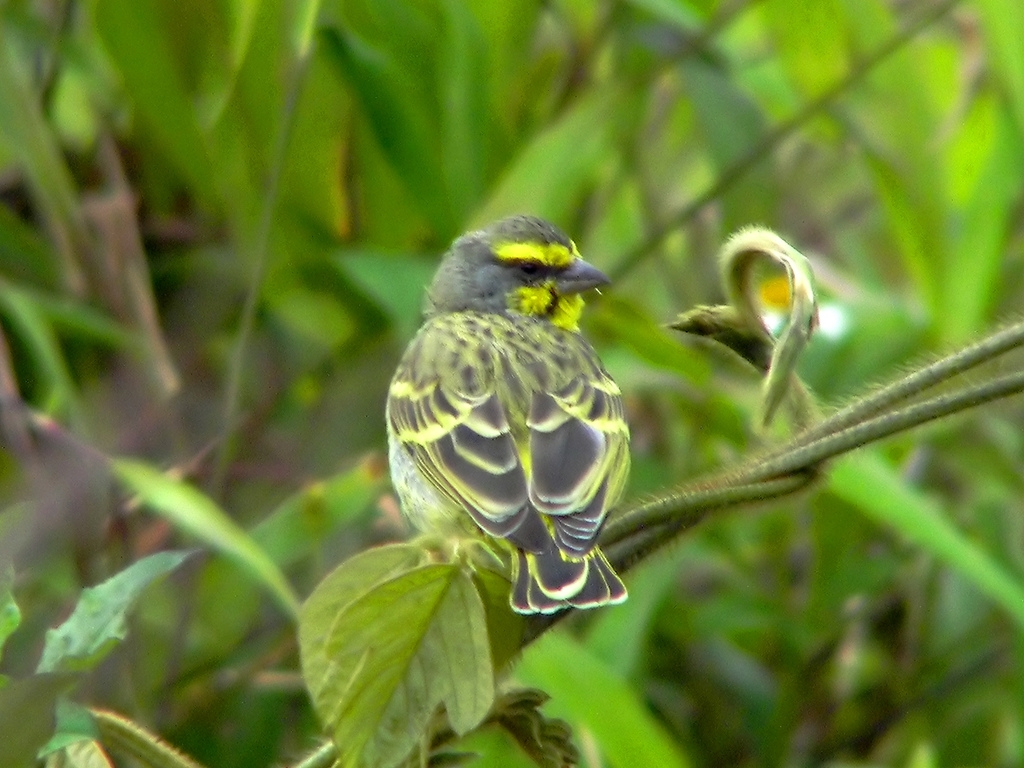
黃額絲雀(Serinus mozambicus

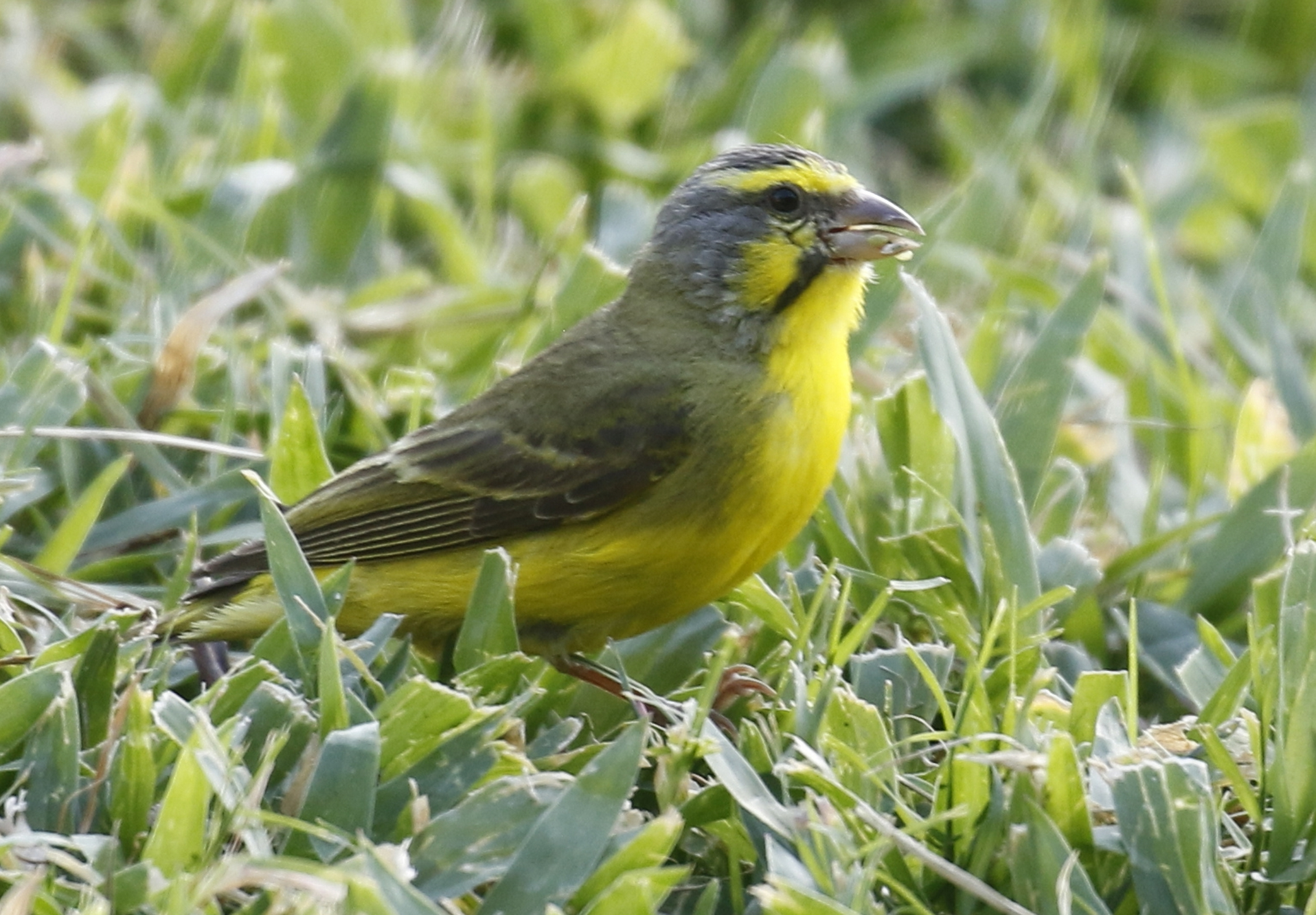
卡皮歐拉尼公園 - 夏威夷